# Маниловская
Мани́ловская (ранее Маниловск) — деревня в Аларском районе Усть-Ордынского Бурятского округа Иркутской области. Административный центр муниципального образования «Маниловск».

## География
В районе деревни располагается созданное в конце 1970х — 1980-х годах запрудное озеро. На 2005 год плотина находилася в плачевном состоянии, существует риск разрушения и разлива озера, в связи с чем могут быть затоплены близлежащие земли и строения, впоследствии жители всех населённых пунктов Маниловского муниципального образования могут остаться без воды.

## История
Населённый пункт основан в 1910 году в рамках Столыпинской реформы как переселенческий участок Маниловский. Первые жители прибыли сюда в 1911 году с территории современной Ленинградской области, по национальности они были вепсы, их фамилии были Мастеров, Александров, Иванов и Федотов.
О происхождении названия существуют несколько версий. Согласно народной этимологии, оно происходит от слова манить, так как здесь были плодородные, манящие земли. Наиболее вероятно, что населённый пункт был назван по фамилии одного из персонажей книги Николая Гоголя «Мёртвые души» Манилова. Доказательством этому служат название деревни Чичиковская, а также названия ныне исчезнувших населённых пунктов Коробочка, Ноздрёвск, Диканька. Также есть версия, согласно которой ещё до прибытия сюда первых жителей в лексу в районе населённого пункта жил помещик по фамилии Манилов. Существуют данные, что данный участок был отдан его владельцам иркутским комендантом Маниловым.
С 1913 года Маниловск являлся центром сельского общества. Здесь поселилось множество других переселенцев из Мордовии, Твери, Тамбова. Населённый пункт стал условно делиться на три части: Чухарский край, Середина и Байкал. Названия Чухарский край и Байкал среди местных жителей употребляются и сегодня. В то время жители занимались животноводством, в частности птице-, коне- и скотоводством и растениеводством: выращивали картошку, репу, брюкву, сеяли пшеницу, ячмень, горох, лен. В большинстве домов располагались ткацкие станки, на которых ткались полотно для пошива мешков, простыни, скатерти, полотенца, дорожки. Многие заниамались прядением овечьей шерсти и вязанием из неё различных изделий. Был развит и чеботарный промысел (пошив обуви).
В 1930-х в Маниловске были образованы три колхоза: ТСО «Колос», «Культура» и «Красный Байкал», которые позже были объединены в колхоз имени Кирова. В этот же период населённый пункт затронули сталинские репрессии: были раскулачены и репрессированы 13 человек. 25 жителей Маниловска погибли на фронтах Великой Отечественной войны.
В 2005 году был закрыт колхоз.

## Экономика
Большинство жителей заняты в социальной сфере или ведут подсобное хозяйство. Некоторые работают в Заларинском районе в доме престарелых, другие — в воинской части села Головинское.

## Инфраструктура
В Маниловской функционируют администрация муниципального образования, средняя школа на 320 учеников, детский сад, клуб.

## Население
| 2002 | 2010 | 2011 | 2012 |
| ---- | ---- | ---- | ---- |
| 466  | ↘400 | ↘399 | ↘397 |